# البريكة (الشاهل)

تعديل مصدري - تعديل

البريكة هي إحدى قرى عزلة مديخة بمديرية الشاهل التابعة لمحافظة حجة، بلغ تعداد سكانها 769 نسمة حسب تعداد اليمن لعام 2004.